# Hrvy
Harvey Leigh Cantwell (Kent, 28 de enero de 1999), también conocido por su nombre artístico Hrvy (estilizado en mayúsculas como HRVY), es un cantante y presentador de televisión británico. Fue presentador en Friday Download en CBBC de 2014 a 2015. En 2020, se anunció que competiría en la serie 18 de Strictly Come Dancing.

## Educación
Hrvy es un exalumno de la Academia Leigh en Dartford, Kent, y se fue en 2015.

## Trayectoria

### Televisión
Cantwell apareció como uno de los seis presentadores del programa de televisión Friday Download de CBBC desde la serie 7 a la 9. El 26 de febrero de 2020, apareció en un episodio del programa de canto de, Got What It Takes? sorprendiendo a los concursantes mientras aprendían su propia canción «Personal» para esa semana. También fue mentor en el mismo episodio durante un desafío de video musical.
En septiembre de 2020, se anunció que Hrvy competiría en la serie 18 de Strictly Come Dancing, siendo emparejado junto a la bailarina profesional Janette Manrara.

### Música
La carrera musical de Hrvy comenzó el 20 de diciembre de 2013 con el lanzamiento de su primer sencillo, «Thank You».
En mayo de 2014, fue artista de apoyo para Little Mix durante The Salute Tour, junto a la banda de chicas M.O. Después de firmar con Virgin EMI en febrero de 2017, lanzó el EP debut, Holiday, que incluía los sencillos «Holiday» y «Phobia». En noviembre de 2017, Hrvy lanzó el EP Talk to Ya, que incluía el sencillo «Personal». En febrero de 2018, fue nombrado en el número seis en The Sounds of 2018 de The Courier y Newcastle Student Radio, junto con Rex Orange County, Brockhampton y SG Lewis. En abril de 2018, Hrvy fue artista de apoyo para The Vamps durante Night and Day Tour junto a Jacob Sartorius, New Hope Club, Maggie Lindemann y Conor Maynard. El 25 de abril de 2018 lanzó el sencillo «Hasta Luego», con la cantante cubanoamericana Malu Trevejo. En agosto de 2018, recibió su primera nominación a los premios brasileños, fue nominado a los BreakTudo Awards 2018 en la categoría de Nuevo Artista Internacional. En septiembre de 2018, lanzó «I Wish You Were Here», que fue promocionada con una actuación en los Teen Awards de BBC Radio 1. Hrvy también fue nombrado en la Lista Británica de BBC Radio 1 en ese momento. Ese año, fue incluido en Top Success Stories de 2018 de CelebMix, junto con su empresa de gestión Alphadog Management.
En junio del 2019, colaboró con el grupo surcoreano NCT Dream bajo SM Entertainment. La canción, «Don't Need Your Love», fue lanzada el 6 de junio de 2019. El 20 de noviembre de 2020, Hrvy iba a lanzar su álbum de estudio debut, Can Anybody Hear Me?; sin embargo, el álbum fue finalmente cancelado.

## Discografía

### Álbumes de estudio
| Título               | Detalles                                                         |
| -------------------- | ---------------------------------------------------------------- |
| Can Anybody Hear Me? | - Inédito - Discográfica: Virgin EMI - Formato: Descarga digital |

### Extended plays
| Título                    | Detalles                                                                                           |
| ------------------------- | -------------------------------------------------------------------------------------------------- |
| Holiday                   | - Publicación: 25 de julio de 2017 - Discográfica: Universal Music - Formato: Descarga digital     |
| Talk to Ya                | - Publicación: 30 de noviembre de 2017 - Discográfica: Universal Music - Formato: Descarga digital |
| Views from the 23rd Floor | - Publicación: 28 de enero de 2022 - Discográfica: BMG - Formato: Descarga digital                 |

### Sencillos
| «Thank You»                                                      | 2014 | 73 | —  | —  | Sencillo sin álbum             |
| «Holiday» (con Redfoo)                                           | 2017 | —  | —  | —  | Holiday                        |
| «La La La La (Means I Love You)» (con Stylo G)                   | 2017 | —  | —  | —  | Holiday                        |
| «Phobia»                                                         | 2017 | —  | —  | —  | Holiday                        |
| «Talk to Ya»                                                     | 2017 | —  | —  | —  | Talk to Ya                     |
| «I Won't Let You Down»                                           | 2017 | —  | —  | —  | Talk to Ya                     |
| «Personal»                                                       | 2017 | 62 | 33 | 94 | Talk to Ya                     |
| «Hasta Luego» (con Malu Trevejo)                                 | 2018 | 70 | 13 | —  | Can Anybody Hear Me? (inédito) |
| «I Wish You Were Here»                                           | 2018 | —  | 52 | —  | Can Anybody Hear Me? (inédito) |
| «I Don't Think About You»                                        | 2018 | —  | —  | —  | Sencillo sin álbum             |
| «So Good (Remix)» (con Danna Paola)                              | 2019 | —  | —  | —  | SIE7E +                        |
| «Told You So»                                                    | 2019 | —  | 24 | —  | Can Anybody Hear Me? (inédito) |
| «I Miss Myself» (con NOTD)                                       | 2019 | —  | —  | —  | Can Anybody Hear Me? (inédito) |
| «Don't Need Your Love» (con NCT Dream)                           | 2019 | —  | —  | —  | Can Anybody Hear Me? (inédito) |
| «Younger» (con Jonas Blue)                                       | 2019 | —  | 61 | —  | Can Anybody Hear Me? (inédito) |
| «Million Ways»                                                   | 2019 | —  | 47 | —  | Can Anybody Hear Me? (inédito) |
| «Me Because of You»                                              | 2020 | —  | 3  | —  | Can Anybody Hear Me? (inédito) |
| «Unfamiliar» (con Seeb y Goodboys)                               | 2020 | —  | —  | —  | Can Anybody Hear Me? (inédito) |
| «Be Okay» (con R3hab)                                            | 2020 | —  | —  | —  | Can Anybody Hear Me? (inédito) |
| «Nevermind»                                                      | 2020 | —  | —  | —  | Can Anybody Hear Me? (inédito) |
| «Good Vibes» (con Matoma)                                        | 2020 | —  | —  | —  | Can Anybody Hear Me? (inédito) |
| «Am I the Only One» (con R3hab y Astrid S)                       | 2020 | —  | —  | —  | Sencillo sin álbum             |
| «1 Day 2 Nights»                                                 | 2021 | —  | —  | —  | TBA                            |
| «Runaway With It»                                                | 2021 | —  | —  | —  | TBA                            |
| "—" denota que el sencillo no entró a la lista o no fue lanzado. |      |    |    |    |                                |

### Colaborador
| Título     | Año  | Otro(s) artista(s)   | Álbum         |
| ---------- | ---- | -------------------- | ------------- |
| «Somebody» | 2018 | Sigala, Nina Nesbitt | Brighter Days |

## Premios y nominaciones
| Año  | Premio             | Categoría          | Nominados | Resultado | Ref.   |
| ---- | ------------------ | ------------------ | --------- | --------- | ------ |
| 2019 | Teen Choice Awards | Artista revelación | Hrvy      | Nominado  | [ 30 ] |